# MonkeyLinux
Monkey Linux é uma mini distribuição do GNU/Linux. Criada com a intenção de aproveitar máquinas antigas com pouco espaço em disco e memória disponíveis.

## Pacotes
Monkey Linux possuia os seguintes pacotes disponíveis:
```
Apache 1.1.3
DosEmu 0.64.4
Compilador Gnu C 2.7.2 (libc5, para compilar o kernel 2.49) e kernel 2.0.29
Linux kernel 2.0.30
Manual pages 1.4h
Navegador Netscape Gold 3.01
Sendmail 8.8.5 com PINE 3.95 e PICO 2.9
Aceleração Mach 64 para o Servidor X
Aceleração S3 para o Servidor X

```

## Requisitos Mínimos do Sistema
```
* Processador Intel 386SX
* 4MB de RAM
* 30MB (20MB + 10MB arquivo swap) em um disco IDE
* Disquete 3.5"
* VGA para o X Window
* Sistema de arquivos DOS (em um volume não compactado)

```

## Hardware Suportado
```
* Processador Intel 386SX ou melhor (486, Pentium, AMD, Cyrix, IBM, etc.)
* Co-processador matemático (ou emulação se não presente)
* Disco IDE
* CD_ROM ATAPI e Mitsumi
* VGA e SVGA pro (Cirrus, Trident, Oak, etc.)
* 3C5x9, 3c59x, 3c90x, NE2000/NE1000, WD80x3 placas de rede
* ISA, VLB, PCI bus
* Drives de Disquetes 3.5" and 5.25"
* Mouse Serial e PS/2 mouse
* Portas Paralela e serial
* SVGA com chipset acelerador S3
* SVGA com chipset acelerador Mach 64

```

## Kernel
Monkey Linux possuia disponível o kernel 2.0.30. Era possível recompila-lo, para inclusão ou eliminação de drivers de dispositivos.

## Sistemas Testados
Monkey Linux foi testado nos seguintes sistemas disponíveis na época.
1. Computador Laptop GRiD 1755
```
* Processador Intel 386 20MHz (+387 Co-processador matemático)
* 4MB RAM (max 8MB)
* Disco 80MB IDE
* Disquete 3.5"
* Fax modem Microcom DeskPorte 14.4S externo 14.4Kbps 
* teclado
* Monitor monocromático e VGA
* Porta PS/2 para teclado, 9-pin serial, bi-directional parallel, and external VGA port 
* MS DOS 6.22 em FAT 16

```

2. Compaq Presario 1210 laptop computer
```
* PheonixBIOS
* Intel Pentium 150MHz processor (no MMX)
* 80MB RAM (16MB base + 64MB add-on)
* IBM 1.4GB IDE/DMA HDD with 94k of hardware cache
* 3.5" floppy and 14x ATAPI CD-ROM
* internal 33.6Kbps fax/modem (winmodem)
* type I/II/III pcmcia
* 3Com 10baseT 3C589D pcmcia nic
* 101/102-key keyboard and Synaptics touchpad mouse
* Neomagic NM2093 graphics controller
* 12.1 dual scan display 800x600 max at 16bpp and SVGA
* Soundblaster
* PS/2 port for mouse or keyboard, 9-pin serial, bi-directional parallel, and external VGA port capable of outputting 1024x768x256
* Windows 95 (4.00.950b) on FAT 32

```

3. Sistema Generico
```
* Hsing Tech Enterprise Co., LTD M912 v:1.7 (80486 Deep Green / "true" Green) motherboard
* AMIBIOS American Megatrends 486DX ISA BIOS © 1993 AC8546529
* IBM 486 DX4 100MHz processor
* 8MB RAM (max 64MB)
* GoldStar Prime 2C chipset controller card
* Quantum Maverick 540AT IDE HDD with 98k of hardware cache
* 3.5" floppy and Acer Inc. 6x CD-ROM
* Xircom external 10baseT ethernet adapter
* AT 101/102-key keyboard and Dexxa 3-button serial mouse
* Trident Microsystems TVGA8900C chipset video card
* Compudyne 14/800V 14" monitor
* Creative Labs Sound Blaster Pro 2
* PORTS
* Case:  AT port for keyboard, 9-pin serial (COM1), 15-pin serial (COM2), and bi-directional parallel (disconnected) 
* Cards: bi-directional parallel (LPT1), game port, game port
* Windows 95 (4.00.950) on FAT 16

```

4. Compaq Presario 5000
```
* ? BIOS
* Processador Intel Pentium III
* 128MB RAM
* Disco Rigido Maxtor 1.4GB com 2048kB de cache
* Disquetes 3.5"
* Compaq DVD-ROM, ATAPI
* CD-R/RW, ATAPI
* Fax/modem 56Kbps 
* Placa de rede
* USB
* Windows Me (4.90.3000) em FAT 32

```